# Casinaria arjuna
Casinaria arjuna là một loài tò vò trong họ Ichneumonidae.